# Cirolanidae
Cirolanidae, porodica isopoda koja živi u dubokim morima pa su nazivani i Deepsea isopod. Sastoji se od brojnih rodova.

## Rodovi:
1. Genus Aatolana Bruce, 1993
2. Genus Annina Budde-Lund, 1908
3. Genus Antrolana Bowman, 1964
4. Genus Aphantolana Moore & Brusca, 2003
5. Genus Arubolana Botosaneanu & Stock, 1979
6. Genus Atarbolana Bruce & Javed, 1987
7. Genus Bahalana Carpenter, 1981
8. Genus Baharilana Bruce & Svavarsson, 2003
9. Genus Bathylana Kensley, 1989
10. Genus Bathynomus A. Milne-Edwards, 1879
11. Genus Booralana Bruce, 1986
12. Genus Botolana Coineau & Boutin, 2015
13. Genus Brunnaega Polz, 2005 †
14. Genus Calyptolana Bruce, 1985
15. Genus Cartetolana Bruce, 1981
16. Genus Ceratolana Bowman, 1977
17. Genus Cirolana Leach, 1818
18. Genus Cirolanides Benedict, 1896
19. Genus Colopisthus Richardson, 1902
20. Genus Conilera Leach, 1818
21. Genus Conilorpheus Stebbing, 1905
22. Genus Creaseriella Rioja, 1953
23. Genus Dodecalana Carpenter, 1994
24. Genus Dolicholana Bruce, 1986
25. Genus Eonatatolana Etter, 2014 †
26. Genus Eurydice Leach, 1815
27. Genus Eurylana Jansen, 1981
28. Genus Excirolana Richardson, 1912
29. Genus Exumalana Botosaneanu & Iliffe, 2003
30. Genus Faucheria Dollfus & Viré, 1905
31. Genus Gnatholana Barnard, 1920
32. Genus Hansenolana Stebbing, 1900
33. Genus Haptolana Bowman, 1966
34. Genus Kagalana Bruce, 2008
35. Genus Kensleylana Bruce & Herrando-Perez, 2005
36. Genus Limicolana Bruce, 1986
37. Genus Lucayalana Bruce & Brix, 2017
38. Genus Marocolana Boutin, 1993
39. Genus Metacirolana Kussakin, 1979
40. Genus Mexilana Bowman, 1975
41. Genus Natatolana Bruce, 1981
42. Genus Neocirolana Hale, 1925
43. Genus Odysseylana Malyutina, 1995
44. Genus Oncilorpheus Paul & Menzies, 1971
45. Genus Orphelana Bruce, 1981
46. Genus Palaega Woodward, 1870 †
47. Genus Parabathynomus Barnard, 1924
48. Genus Plakolana Bruce, 1993
49. Genus Pleovideolana Gašparic, Fraaije, van Bakel, Jagt & Skupien, 2015 †
50. Genus Politolana Bruce, 1981
51. Genus Pontogelos Stebbing, 1910
52. Genus Pseudaega G. Thomson, 1883
53. Genus Pseudolana Bruce, 1979
54. Genus Saharolana Monod, 1930
55. Genus Scutulana Bruce, 1996
56. Genus Seychellana Kensley & Schotte, 1994
57. Genus Sintorolana <small>Bruce, 1996
58. Genus Skotobaena Ferrara & Monod, 1972
59. Genus Speocirolana Bolivar y Pieltain, 1950
60. Genus Sphaerolana Cole & Minckley, 1970
61. Genus Sphaeromides Dollfus, 1897
62. Genus Turcolana Argano & Pesce, 1980
63. Genus Typhlocirolana Racovitza, 1905
64. Genus Xylolana Kensley, 1987
65. Genus Yucatalana Botosaneanu & Iliffe, 1999
66. Genus Zulialana Botosaneanu & Viloria, 1993

- Bathynomus doederleinii
- Bathynomis giganteus
- Bathynomis giganteus
- Eurydice affinis
- Eurydice pulchra